# Astollia chloris
Genre
Espèce
Astollia chloris est une espèce d'insectes de l'ordre des Mantodea, de la famille des Acanthopidae, de la sous-famille des Acanthopinae et de la tribu des Acanthopini. C'est la seule espèce du genre Astollia.

## Dénomination
- Cette espèce a été décrite par Guillaume-Antoine Olivier en 1792.

## Répartition
Astollia chloris se rencontre au Surinam. 